# Kathedrale Unserer Lieben Frau vom Frieden (Honolulu)

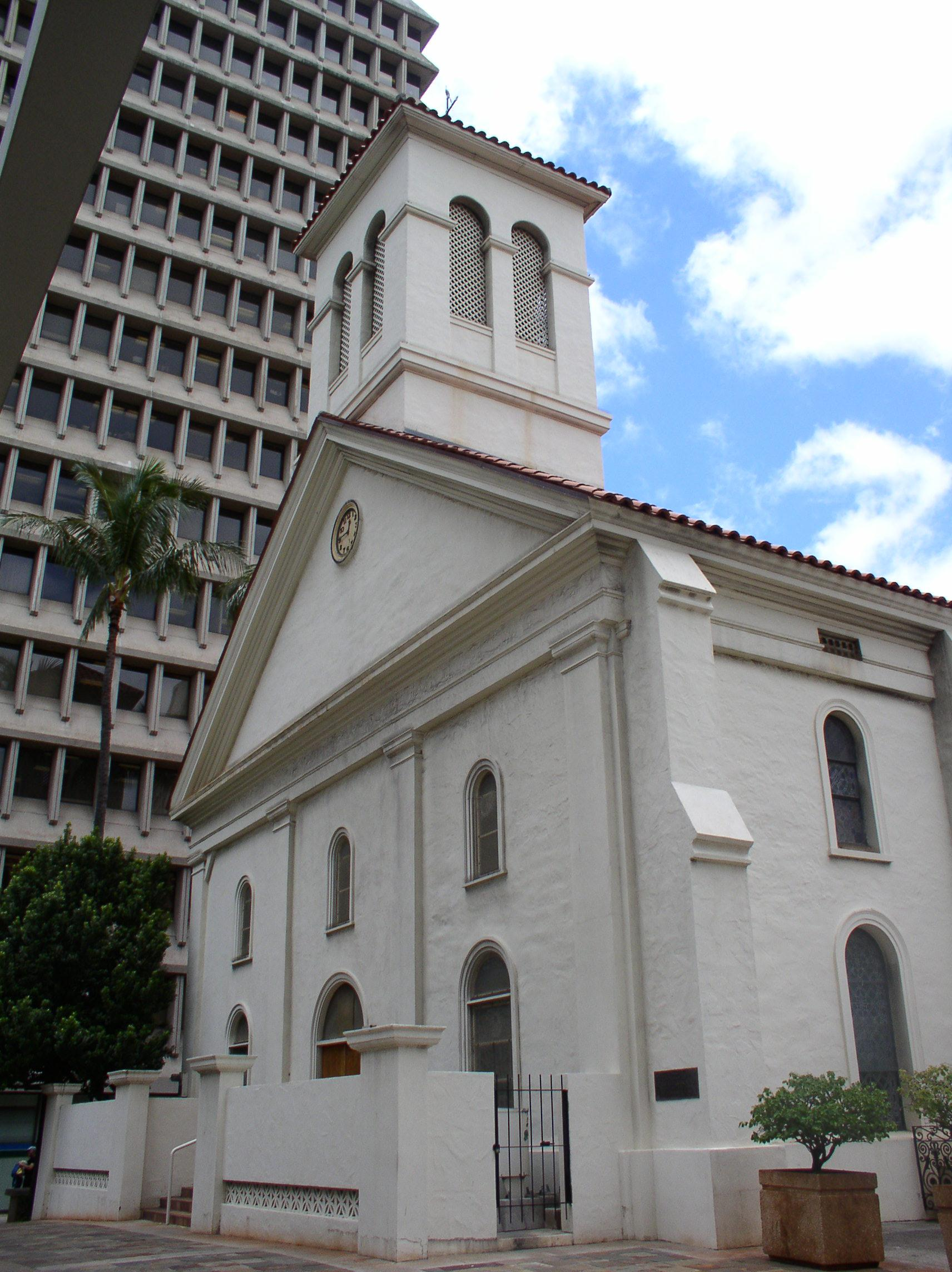
Außenansicht der Kathedrale auf die Altarseite

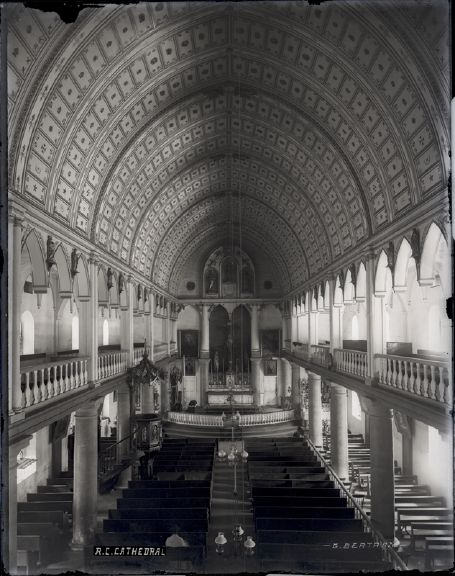
Innenraum um 1900

Die Kathedralbasilika Unserer Lieben Frau des Friedens (englisch Cathedral Basilica of Our Lady of Peace) ist eine römisch-katholische Kirche in Honolulu im US-amerikanischen Bundesstaat Hawaii. Die Kathedrale des Bistums Honolulu und Basilica minor ist in weiteren Sprachen bekannt: französisch Cathédrale de Notre Dame de la Paix, portugiesisch Catedral de Nossa Senhora da Paz und hawaiisch Malia o ka Malu Hale Pule Nui. Sie wurde 1843 errichtet und ist unter Anrufung Regina pacis der Gottesmutter Maria geweiht. Die denkmalgeschützte Kathedrale soll die älteste katholische Kathedrale sein, die in den Vereinigten Staaten ständig als solche in Gebrauch ist.

## Geschichte
Die Kathedrale ist eines der ältesten bestehenden Gebäude in der Innenstadt von Honolulu. Das Patrozinium Unserer Lieben Frau des Friedens stammt von den ersten katholischen Missionaren auf den Hawaii-Inseln, Mitgliedern der Arnsteiner Patres. Die Kathedrale steht auf einem Grundstück, das den Missionaren von König Kamehameha III. für die Gründung der Mission 1827 zur Verfügung gestellt wurde. Im November 1837 vertrieb König Kamehameha III. die Katholiken auf Druck protestantischer Missionare von den Inseln. Der Wendepunkt kam am 10. Juli 1839, als die französische Fregatte Artemise unter dem Kommando von Captain Cyrille Laplace in den Hafen von Honolulu segelte und unter anderem die Freiheit der katholischen Religion im Königreich Hawaiʻi forderte.
Die Kathedrale selbst wurde nach Baubeginn 1840 am 15. August 1843 feierlich geweiht. 1844 wurde das Apostolische Vikariat der Sandwichinseln, ab 1847 der Hawaiischen Inseln, gegründet und die Kirche als Kathedrale genutzt. 1941 wurde das Vikariat zur Diözese Honolulu erhoben. Das Bauwerk wurde am 7. August 1972 in das Nationale Verzeichnis der historischen Stätten aufgenommen. Papst Franziskus verlieh der Kathedrale 2014 zusätzlich den Titel einer Basilica minor.
Die Kathedrale Unserer Lieben Frau des Friedens war am 21. Mai 1864 Ort der Priesterweihe des hl. Damian de Veuster. St. Damian ist bekannt für seine Arbeit mit den Kranken der Leprakolonie auf der Halbinsel Kalaupapa, Molokai. Er starb 1889 selbst an der Lepra und wurde 2009 von Papst Benedikt XVI. heiliggesprochen.

## Architektur
Das Gebäude wurde aus Korallensteinblöcken erbaut, die vom Ufer in Kakaʻako zur Baustelle gebracht wurden. Die dreischiffige Kirche hat ein breites Mittelschiff unter einem hohen Tonnengewölbe und schmale Seitenschiffe mit darüber verlaufenden Galerien. Der Säulenportikus vor der einfachen Fassade stammt von der Renovierung 1910. Der Kirchturm über dem Altarbereich ist der dritte Turm. Der ursprüngliche Turm von 1843 hatte eine einfache Kuppelform, die 1866 durch eine hohe Holzspitze ersetzt wurde. Diese wurde durch den heutigen Betonturm wegen eines Termitenschadens aus dem Jahr 1917 ersetzt. In dem Turm hängen zwei Glocken, die in Frankreich gegossen wurden.

## Ausstattung

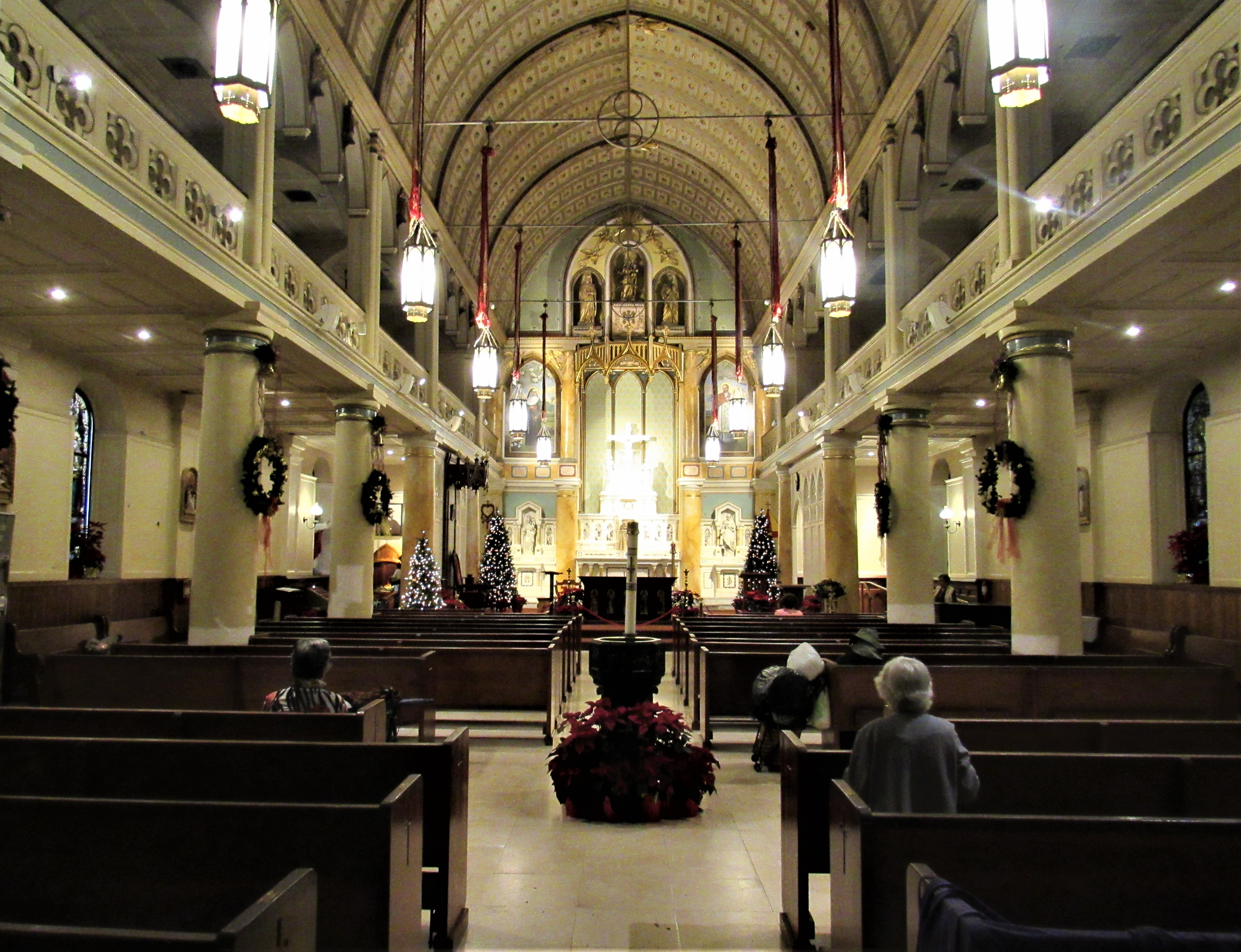
Innenraum

Bei der Renovierung in den 1870er Jahren erhielt die Kirche Bleiglasfenster und weitere Ausstattungsteile aus Frankreich. So wurde ein Statuentriptychon über dem Altar mit Maria, der Königin des Friedens, und ihren Eltern, St. Joachim und St. Anna, errichtet und es wurden 36 weitere Statuetten verschiedener Heiliger aufgestellt. Bischof Maigret erwarb damals auch den Bischofsstuhl und einen reich verzierten Baldachin aus Eichenholz. Die Renovierungen gaben der Kathedrale eine Mischung aus neoromanischem und neogotischem Stil.
Die Aeolian-Skinner-Orgel Opus 916 ist die dritte Orgel, die in der Kathedrale installiert wurde. Die ursprüngliche Orgel stammte aus Frankreich und wurde 1847 als erste Pfeifenorgel in Hawaii eingebaut. Sie wurde 1876 durch eine Pfeifenorgel aus England ersetzt, mit der auch die Statue der heiligen Cäcilie, der Patronin der Kirchenmusik, aufgestellt wurde. Das heutige Instrument wurde am 9. September 1934 geweiht. Es wurde 1985 teilweise renoviert und restauriert und ist heute eine der ältesten funktionsfähigen Pfeifenorgeln in Hawaii.
Die Statue der Muttergottes des Friedens im Innenhof der Kathedrale wurde am 24. Dezember 1893 von Bischof Gulstan Ropert gesegnet und soll die Stelle der Missionskirche zeigen. Die Plaketten auf den vier Seiten des Sockels sind in hawaiischer, englischer, französischer und portugiesischer Sprache mit den Worten „In Gedenken an die erste römisch-katholische Kirche, Unsere Liebe Frau des Friedens 1827–1893“ graviert.